# Rajamäki
Rajamäki es una localidad finlandesa situada en el municipio de Nurmijärvi, con una población de unos 7,500 habitantes.

## Historia
Rajamäki es conocido por su destilería de alcohol que se estableció en 1888 debido al agua fresca y pura que se encuentra en la zona. Durante la Segunda Guerra Mundial, la fábrica produjo alrededor de 500,000 cócteles molotov con la palabra "Rajamäki" inscrita en la tapa de la botella.

## Carreteras
El pueblo está ubicado en la carretera nacional finlandesa 25. Hay más de 45 kilómetros desde el pueblo hasta Helsinki, y de 17 kilómetros desde Hyvinkää.
El ferrocarril Hanko-Hyvinkää pasa por Rajamäki, lo que tiende a impulsar los negocios del pueblo.